# Robert Mortimer (biolog)

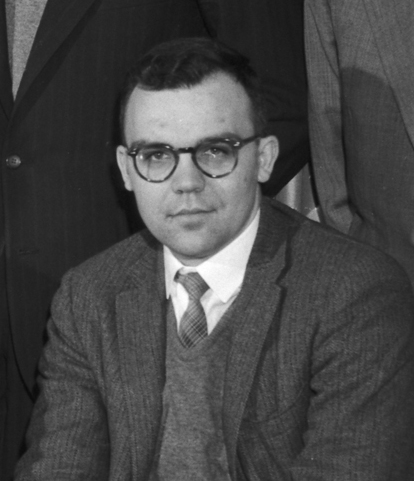
Robert K. Mortimer, 1960

Robert K. Mortimer (ur. 1927; zm. 10 sierpnia 2007) – amerykański biolog molekularny, pionier wprowadzenia jednokomórkowych drożdży jako organizmu modelowego do badania działania genów i chromosomów.
Mortimer był profesorem biologii molekularnej i komórkowej na Uniwersytecie Kalifornijskim w Berkeley. Jego zasługi na tym polu zostały wyróżnione nagrodą George'a W. Beadle'a w 2002. Dzięki niemu Yeast Genetic Stock Center (YGSC) działające przy Uniwersytecie Kalifornijskim posiada depozyt i źródło ponad 1000 szczepów drożdży Saccharomyces cerevisiae. Szczepy są dostępne dla społeczności naukowej zarówno w kraju, jak i za granicą i są szeroko stosowane w badaniach podstawowych i stosowanych przez instytucje dydaktyczne i badawcze oraz przez przemysł. Katalog szczepów i istotne informacje są publikowane co 3 do 4 lat.
Mortimer zmarł 10 sierpnia 2007 w Berkeley w Kalifornii w wieku 79 lat.